# Groschen
Groschen var ett tyskt mynt, ursprungligen kopierande det franska myntet gros tournois.

## Historik
Myntet infördes i början av 1300-talet i Nederländerna och Rhentrakterna och slogs här allmänt fram till omkring 1400. Till mellersta och östra Tyskland kom groschen via Böhmen, där den präglats från omkring 1300. Under medeltiden gällde groschen i allmänhet för 12 pfennige, i de nyare tyska myntsystemen efter omkring 1570 oftast 1/24 taler och räknades i Nordtyskland från omkring 1670 = 2 schillinge. 
I nordvästra Tyskland kallades groschen grote och gällde som 1/72 taler. 
Groschenmynten har ofta fått namn efter prägelbilderna såsom Apfelgroschen, Löwengroschen och Mariengroschen.
Åren 1924–2002 var groschen valuta i Österrike. 100 groschen motsvarade 1 schilling.